# Höjdhopp för herrar i friidrott vid olympiska sommarspelen 2016
Herrarnas höjdhopp vid olympiska sommarspelen 2016, i Rio de Janeiro i Brasilien avgjordes den 14-16 augusti på Estádio Olímpico João Havelange.

## Medaljörer
| Spel     | Guld                | Silver                   | Brons                     |
| Höjdhopp | Derek Drouin Kanada | Mutaz Essa Barshim Qatar | Bohdan Bondarenko Ukraina |

## Resultat

### Kval
| Placering | Grupp | Namn                    | Nationalitet     | 2,17 | 2,22 | 2,26 | 2,29 | Resultat | Noteringar |
| --------- | ----- | ----------------------- | ---------------- | ---- | ---- | ---- | ---- | -------- | ---------- |
| 1         | A     | Mutaz Essa Barshim      | Qatar            | o    | o    | o    | o    | 2,29     | q          |
| 1         | A     | Bohdan Bondarenko       | Ukraina          | -    | o    | -    | o    | 2,29     | q          |
| 1         | B     | Derek Drouin            | Kanada           | o    | o    | o    | o    | 2,29     | q          |
| 1         | B     | Tihomir Ivanov          | Bulgarien        | o    | o    | o    | o    | 2,29     | q, SB      |
| 5         | B     | Robert Grabarz          | Storbritannien   | -    | o    | xo   | o    | 2,29     | q          |
| 5         | B     | Erik Kynard             | USA              | o    | o    | xo   | o    | 2,29     | q          |
| 7         | B     | Majededdin Ghazal       | Syrien           | -    | o    | o    | xo   | 2,29     | q          |
| 7         | A     | Andrij Protsenko        | Ukraina          | o    | o    | o    | xo   | 2,29     | q          |
| 9         | B     | Donald Thomas           | Bahamas          | o    | o    | xo   | xo   | 2,29     | q          |
| 10        | A     | Trevor Barry            | Bahamas          | o    | o    | xo   | xxo  | 2,29     | q, SB      |
| 10        | A     | Brandon Starc           | Australien       | xo   | o    | o    | xxo  | 2,29     | q, SB      |
| 12        | B     | Jaroslav Bába           | Tjeckien         | o    | o    | o    | xxx  | 2,26     | q          |
| 12        | A     | Luis Castro             | Puerto Rico      | o    | o    | o    | xxx  | 2,26     | q          |
| 12        | B     | Dimitrios Chondrokoukis | Cypern           | o    | o    | o    | xxx  | 2,26     | q, SB      |
| 12        | A     | Kyriakos Ioannou        | Cypern           | o    | o    | o    | xxx  | 2,26     | q          |
| 16        | A     | Chris Baker             | Storbritannien   | xo   | o    | o    | xxx  | 2,26     |            |
| 17        | A     | Ricky Robertson         | USA              | o    | o    | xo   | xxx  | 2,26     |            |
| 18        | A     | Michael Mason           | Kanada           | xo   | o    | xo   | xxx  | 2,26     |            |
| 18        | B     | Nauraj Singh Randhawa   | Malaysia         | xo   | o    | xo   | xxx  | 2,26     |            |
| 20        | B     | Dmytro Jakovenko        | Ukraina          | o    | xxo  | xo   | xxx  | 2,26     | SB         |
| 21        | B     | Bradley Adkins          | USA              | xxo  | xo   | xo   | xxx  | 2,26     |            |
| 22        | A     | Woo Sang-hyeok          | Sydkorea         | o    | o    | xxo  | xxx  | 2,26     |            |
| 23        | B     | David Smith             | Puerto Rico      | o    | xo   | xxo  | xxx  | 2,26     |            |
| 24        | A     | Eike Onnen              | Tyskland         | o    | xxo  | xxo  | xxx  | 2,26     |            |
| 25        | A     | Wojciech Theiner        | Polen            | o    | o    | xxx  |      | 2,22     |            |
| 25        | B     | Jamal Wilson            | Bahamas          | o    | o    | xxx  |      | 2,22     |            |
| 25        | B     | Zhang Guowei            | Kina             | o    | o    | xxx  |      | 2,22     |            |
| 28        | B     | Mateusz Przybylko       | Tyskland         | xo   | o    | xxx  |      | 2,22     |            |
| 29        | B     | Arturo Chávez           | Peru             | xxo  | o    | xxx  |      | 2,22     |            |
| 30        | B     | Sylwester Bednarek      | Polen            | o    | xo   | xxx  |      | 2,22     |            |
| 30        | A     | Andrei Churyla          | Belarus          | o    | xo   | xxx  |      | 2,22     |            |
| 32        | A     | Wang Yu                 | Kina             | xo   | xo   | xxx  |      | 2,22     |            |
| 33        | A     | Silvano Chesani         | Italien          | o    | xxo  | xxx  |      | 2,22     |            |
| 34        | A     | Konstadinos Baniotis    | Grekland         | xo   | xxo  | xxx  |      | 2,22     |            |
| 35        | A     | Matúš Bubeník           | Slovakien        | o    | xxx  |      |      | 2,17     |            |
| 35        | A     | Takashi Eto             | Japan            | o    | xxx  |      |      | 2,17     |            |
| 35        | A     | Hsiang Chun-hsien       | Kinesiska Taipei | o    | xxx  |      |      | 2,17     |            |
| 35        | B     | Edgar Rivera            | Mexiko           | o    | xxx  |      |      | 2,17     |            |
| 35        | A     | Eugenio Rossi           | San Marino       | o    | xxx  |      |      | 2,17     |            |
| 35        | B     | Talles Frederico Silva  | Brasilien        | o    | xxx  |      |      | 2,17     |            |
| 41        | B     | Joel Baden              | Australien       | xo   | xxx  |      |      | 2,17     |            |
| 41        | A     | Dmitry Kroyter          | Israel           | xo   | xxx  |      |      | 2,17     |            |
| 43        | B     | Dzmitry Nabokau         | Belarus          | xxo  | xxx  |      |      | 2,17     |            |
| 43        | B     | Yun Seung-hyun          | Sydkorea         | xxo  | xxx  |      |      | 2,17     |            |

### Final
| Placeringar | Namn                    | Nationalitet   | 2,20 | 2,25 | 2,29 | 2,33 | 2,36 | 2,38 | 2,40 | Resultat | Noteringar |
| ----------- | ----------------------- | -------------- | ---- | ---- | ---- | ---- | ---- | ---- | ---- | -------- | ---------- |
| 1           | Derek Drouin            | Kanada         | o    | o    | o    | o    | o    | o    | x    | 2,38     |            |
| 2           | Mutaz Essa Barshim      | Qatar          | o    | o    | o    | o    | o    | xxx  |      | 2,36     |            |
| 3           | Bohdan Bondarenko       | Ukraina        | –    | o    | –    | o    | –    | xx–  | x    | 2,33     |            |
| 4           | Robert Grabarz          | Storbritannien | o    | xo   | o    | o    | xxx  |      |      | 2,33     | =SB        |
| 4           | Andrij Protsenko        | Ukraina        | o    | o    | xo   | o    | xxx  |      |      | 2,33     | SB         |
| 6           | Erik Kynard             | USA            | o    | xo   | o    | xxo  | xxx  |      |      | 2,33     |            |
| 7           | Majededdin Ghazal       | Syrien         | o    | o    | o    | xxx  |      |      |      | 2,29     |            |
| 7           | Kyriakos Ioannou        | Cypern         | o    | o    | o    | xxx  |      |      |      | 2,29     |            |
| 7           | Donald Thomas           | Bahamas        | o    | o    | o    | xxx  |      |      |      | 2,29     |            |
| 10          | Tihomir Ivanov          | Bulgarien      | o    | xo   | o    | xxx  |      |      |      | 2,29     | =PB        |
| 11          | Trevor Barry            | Bahamas        | o    | o    | xxx  |      |      |      |      | 2,25     |            |
| 12          | Dimitrios Chondrokoukis | Cypern         | xo   | o    | xxx  |      |      |      |      | 2,25     |            |
| 13          | Luis Castro             | Puerto Rico    | o    | xxo  | xxx  |      |      |      |      | 2,25     |            |
| 14          | Jaroslav Bába           | Tjeckien       | o    | xxx  |      |      |      |      |      | 2,20     |            |
| 15          | Brandon Starc           | Australien     | xo   | xxx  |      |      |      |      |      | 2,20     |            |